# Parasicyoptera guichardi
Parasicyoptera guichardi là một loài côn trùng trong họ Nemopteridae thuộc bộ Neuroptera. Loài này được Tjeder miêu tả năm 1974.